# Antonio Novasconi
Antonio Novasconi (Castiglione, 23 agosto 1798 – Cremona, 12 dicembre 1867) è stato un vescovo cattolico e politico italiano.

## Biografia
Antonio Novasconi nacque a Castiglione, nel lodigiano, il 23 agosto 1798 da Pietro (di Giorgio) e Teresa Squassi (di Giovanni Battista). Al momento della nascita fu battezzato "Giuseppe Antonio", con lo stesso nome del fratellino nato nel 1793 e morto in tenera età. Della numerosissima prole della coppia (sedici figli!), raggiunsero la maggiore età una minima parte. La madre era sorella del noto ingegnere Giacinto Domenico Squassi che progettò, tra l'altro, la chiesa di Castiglione. Anche i nonni paterni di Mons. Novasconi (Giorgio e Rosa Malusardi) erano di Castiglione, almeno fino agli inizi del Settecento. (La ricerca genealogica inedita è stata realizzata da Gianantonio Pisati).
Intrapresa la carriera ecclesiastica, fu nominato arciprete della collegiata dei Santi Gervasio e Protasio Martiri di Maleo dove restò per sette anni dal 1831 al 1838, e, dopo essere stato nominato arciprete della Cattedrale di Santa Maria Assunta di Lodi e Prelato Domestico di Sua Santità, ottenne il governo della Diocesi di Cremona dal 30 giugno 1850. All'unità d'Italia venne nominato senatore del nuovo Regno il 20 settembre 1860, dopo che il 9 agosto 1859 era stato nominato Grand'Ufficiale dell'Ordine sabaudo dei Santi Maurizio e Lazzaro.
Durante il suo operato nella nuova diocesi, si distinse subito per un atteggiamento politico filosabaudo che lo favorì anche negli anni successivi. Durante le battaglie risorgimentali del 1859 ebbe un ruolo fondamentale sulla popolazione e sul clero della sua diocesi, contribuendo nel contempo all'emergenza data dallo scoppio di una grande epidemia di colera nel territorio cremonese.
Morì a 69 anni a Cremona il 12 dicembre 1867.

## Genealogia episcopale
La genealogia episcopale è:
- Cardinale Scipione Rebiba
- Cardinale Giulio Antonio Santori
- Cardinale Girolamo Bernerio, O.P.
- Arcivescovo Galeazzo Sanvitale
- Cardinale Ludovico Ludovisi
- Cardinale Luigi Caetani
- Cardinale Ulderico Carpegna
- Cardinale Paluzzo Paluzzi Altieri degli Albertoni
- Papa Benedetto XIII
- Papa Benedetto XIV
- Papa Clemente XIII
- Cardinale Marcantonio Colonna
- Cardinale Giacinto Sigismondo Gerdil, B.
- Cardinale Giulio Maria della Somaglia
- Cardinale Carlo Odescalchi, S.I.
- Cardinale Costantino Patrizi Naro
- Vescovo Antonio Novasconi